# 谢米布拉托沃
谢米布拉托沃（羅馬化：Semibratovo）是俄罗斯雅罗斯拉夫尔州的市级镇，为该州罗斯托夫区四座市级镇中规模最大的一座。地处雅罗斯拉夫尔州东南部，位于伏尔加河流域乌斯季耶河畔，在区行政中心罗斯托夫东北、州府雅罗斯拉夫尔西南方。附近城市除区行政中心外有加夫里洛夫-亚姆。
镇内设有同名铁路车站。连接首都莫斯科与北部港市阿尔汉格尔斯克的M8公路（霍尔莫戈雷公路）穿过该镇。
建于1948年，由当地的伊萨德（Исады）等聚居地合并而成，而伊萨德村的历史可追溯至16世纪。2022年人口有6,540人；2010年人口7,096；2002年人口7,672；1989年人口8,485。